# Giuseppe Fatigati
Giuseppe Fatigati (Terracina, 20 settembre 1906 – Roma, 9 settembre 1975) è stato un montatore, produttore cinematografico e regista italiano.

## Biografia
Si trasferisce a Roma nel 1930 iniziando a lavorare nel mondo del cinema come aiuto regista e montatore, poi come organizzatore e direttore di produzione, per approdare alla regia nei primi anni 40.
Come montatore lavora alla versione di Acciaio, L'albergo della felicità, Un uomo ritorna, come regista nei film Ritorno, e I pagliacci del 1942, nel dopoguerra alterna lavori di montaggio, aiuto regista e organizzatore, per tornare alla produzione negli anni 1973/75 anno della sua morte.

## Filmografia

### Regista
- Tre ragazze viennesi (1942)
- I pagliacci (1943)
- Voglio bene soltanto a te (1946)

### Montatore
- Figaro e la sua gran giornata, regia di Mario Camerini (1931)
- L'ultima avventura, regia di Mario Camerini (1932) - anche aiuto regia
- Acciaio, regia di Walter Ruttmann (1933) - anche aiuto regia
- Cento di questi giorni, regia di Augusto Camerini (1933)
- Il presidente della Ba. Ce. Cre. Mi., regia di Gennaro Righelli (1933)
- La fanciulla dell'altra riva, regia di Gennaro Righelli (1934)
- Marcella, regia di Guido Brignone (1937)
- Questi ragazzi, regia di Mario Mattoli (1937)
- Per uomini soli, regia di Guido Brignone (1938)
- Hanno rapito un uomo, regia di Gennaro Righelli (1938)
- Casa lontana, regia di Johannes Meyer (1939)
- Kean, regia di Guido Brignone (1940)
- Taverna rossa, regia di Max Neufeld (1940) - anche aiuto regia
- Un uomo ritorna, regia di Max Neufeld (1946)

### Direttore di produzione
- Sambo di Paolo William Tamburella (1950) - produttore e organizzatore generale
- Processo contro ignoti di Guido Brignone (1952)
- Una donna prega di Anton Giulio Majano (1953)